# Río Junk
El río Junk, también conocido como Du o Du-Junk es una corriente fluvial de África Occidental, que fluye en territorio de Liberia. Tiene una longitud de 154 km y su cuenca hidrográfica alcanza los 1532 km². Modernamente es considerado afluente de la cuenca hidrográfica del río Farmington en el que desagua. Tiene su naciente cerca de Careysburg desde donde fluye al sur y a pocos kilómetros de la costa gira al sureste y corre en paralelo al océano hasta confluir con el Farmington. Conocido por los navegantes desde las primeras visitas de europeos sirvió de límite junto con el cabo Mesurado para el territorio sobre el que se asentó la colonia de Liberia.

## Etimología
El hidrotopónimo Du tendría origen en la lengua del pueblo bassa. Mientras que Junk sería un derivado de la palabra portuguesa junco.

## Estuario
Algunas fuentes sugieren que el río que llega al océano es el río Farmington, mientras que el río Junk es su afluente. Otras fuentes, a menudo más antiguas, sugieren lo contrario.
El estuario de los ríos Junk y Farmington, es el hogar de la colonia de chimpancés de Liberia, conocida como Monkey Island (Isla de los monos).